# Монтегалдела
Монтегалдѐла (на италиански: Montegaldella; на венециански: Montegaldeła, Монтегалдела) е село и община в Северна Италия, провинция Виченца, регион Венето. Разположено е на 23 m надморска височина. Населението на общината е 1806 души (към 2015 г.).